# Suckow (municipio)
Para el médico, botánico e ingeniero alemán, véase: Georg Adolf Suckow.
Suckow es un municipio situado en el distrito de Ludwigslust-Parchim, en el estado federado de Mecklemburgo-Pomerania Occidental (Alemania), a una altitud de 75 metros. Su población a finales de 2016 era de 513 habs. y su densidad poblacional, 19 hab/km².

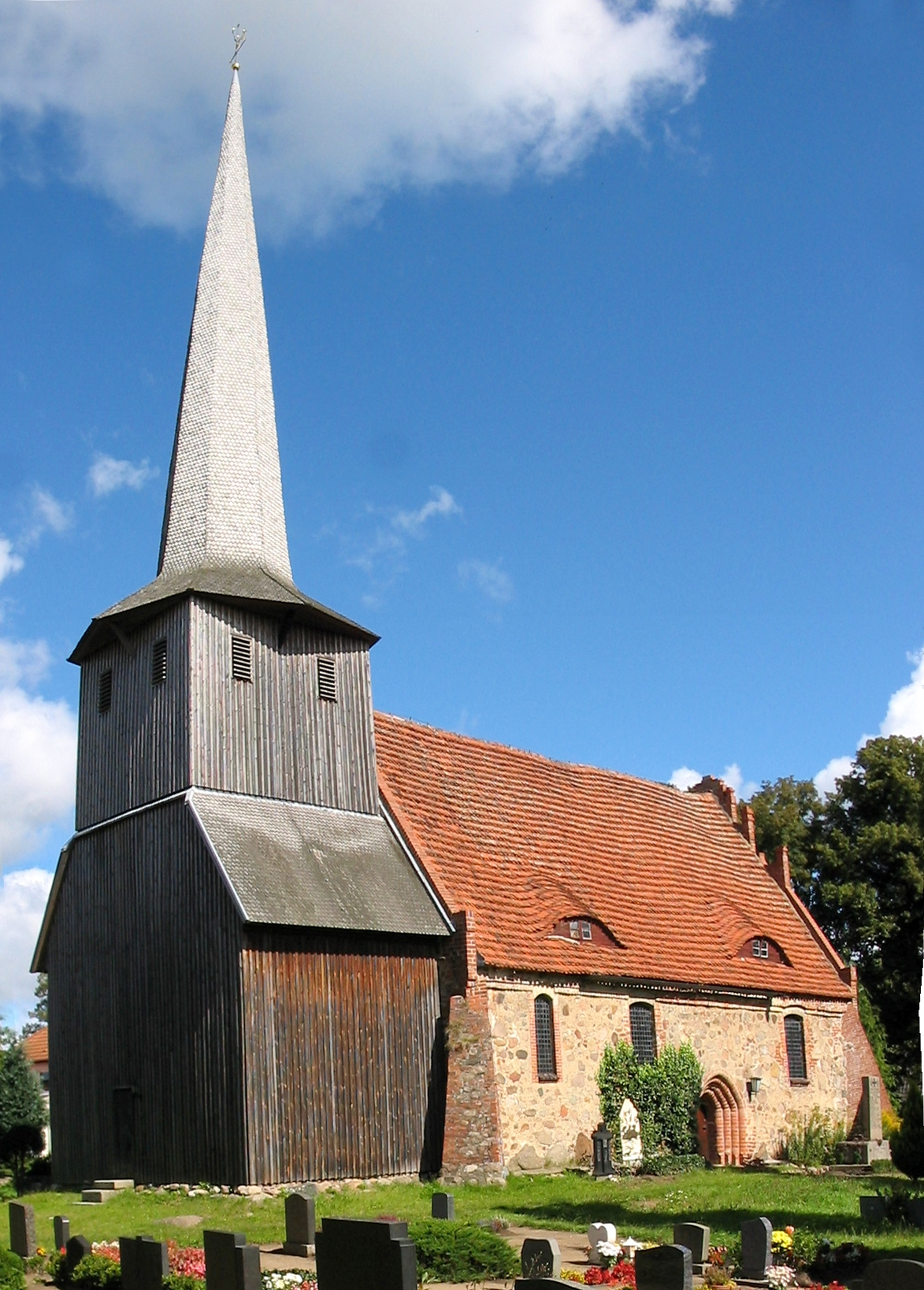
Iglesia de Suckow